# Drift (weg)
Een drift of dreef is een weg waarlangs men een kudde vee dreef van het dorp naar het open veld. De kudde zelf wordt ook wel de drift genoemd. In dorpen met een agrarisch verleden herinneren straatnamen nog aan deze wegen, zoals de Welriekendedreef in het zuidoosten van Brussel of de Schapendrift in Orvelte. Vaak wordt dreef gebruikt in de betekenis van "landweg" of "laan" aan beide zijden afgezet met hoge bomen, maar ook van "streek" vooral in het meervoud gebruikt zoals in: De geliefde dreven van mijn geboortestad.
In een aantal grootschalige naoorlogse nieuwbouwwijken zoals de Bijlmermeer in Amsterdam en Overvecht in Utrecht hebben de belangrijkste doorgaande wegen het achtervoegsel "dreef". Bijvoorbeeld de Bijlmerdreef en de Karspeldreef in Amsterdam, en de Zamenhofdreef in Utrecht.
Een tweede betekenis, op de eerste gebaseerd, ligt in "op gang komen" vergelijk: "iemand op dreef helpen" of "op dreef zijn". Mogelijk zijn deze uitdrukkingen afgeleid van het hier boven beschreven "drijven" van een kudde.

Een niet onbelangrijke verdere betekenis is die van watergang of waterloop. Zo werd in vroeger jaren nog wel een gesproken over een recht tot drift of weg. Tegenwoordig zou daar bijvoorbeeld het begrip riolering onder kunnen vallen.
Een derde betekenis, die in zekere zin een afgeleide is van de tweede, is de betekenis van een drift als 'een groep eenden'.